# Kerplunk (album)
Kerplunk, poznan tudi pod imenom Kerplunk!, je drugi album ameriške punk rock skupine Green Day. Izdan je bil 17. januarja 1992, v San Franciscu, v Kaliforniji, pod okriljem založbe Lookout! Records.

## Seznam skladb
1. »2000 Light Years Away« Billie Joe Armstrong; 2:24
2. »One for the Razorbacks« B. J. Armstrong; 2:30
3. »Welcome to Paradise« B. J. Armstrong; 3:30
4. »Christie Road« B. J. Armstrong; 3:33
5. »Private Ale« B. J. Armstrong; 2:26
6. »Dominated Love Slave« Tré Cool; 1:42
7. »One of My Lies« B. J. Armstrong; 2:19
8. »80« B. J. Armstrong; 3:39
9. »Android« B. J. Armstrong; 3:00
10. »No One Knows« B. J. Armstrong; 3:39
11. »Who Wrote Holden Caulfield?« B. J. Armstrong; 2:44
12. »Words I Might Have Ate« B. J. Armstrong; 2:32

Dodatne skladbe
1. »Sweet Children« B. J. Armstrong, Mike Dirnt; 1:41
2. »Best Thing in Town« B. J. Armstrong; 2:03
3. »Strangeland« B. J. Armstrong; 2:08
4. »My Generation« Pete Townshend; 2:19